# Actua Soccer
Actua Soccer è un videogioco di calcio sviluppato da Gremlin Interactive e pubblicato per PC, PlayStation e Sega Saturn nel 1995. È stato uno dei primi giochi di calcio a usare un motore grafico completamente tridimensionale con giocatori fatti da poligoni, segnando un passo importante nel genere.

## Contesto e innovazioni tecniche
A metà degli anni ’90 i giochi di calcio stavano cambiando da 2D a 3D, grazie ai miglioramenti dell’hardware su console e PC. A differenza di altri titoli come FIFA '96 che aveva gli stadi in 3D ma i giocatori in 2D, Actua Soccer usava giocatori veri in 3D fatti con poligoni, offrendo cosi un’esperienza visiva piu immersiva e innovativa per l’epoca. Per rendere il gioco piu realistico, gli sviluppatori usarono giocatori del Sheffield Wednesday, come Andy Sinton, Chris Woods e Graham Hyde, per fare motion capture. Anche la telecronaca, fatta da Barry Davies, diede più autenticità, in un periodo in cui l’audio nei videogiochi sportivi era ancora molto semplice.

## Modalità di gioco e contenuti
Il gioco aveva un numero limitato di competizioni, con 44 nazionali e squadre di 22 giocatori ciascuna. Questa scelta, che non includeva squadre di club nella versione originale, era una differenza rispetto ai concorrenti, che spesso avevano piu licenze ufficiali. La telecamera seguiva l’azione cambiando spesso angolazione, una caratteristica avanzata ma che a volte confondeva i giocatori.

## Accoglienza e impatto
Actua Soccer fu ben accolto sopratutto per l’innovazione tecnica e per la giocabilità fluida e divertente. La grafica poligonale, anche se oggi sembra vecchia, era una delle migliori per quegli anni e aiutava a distinguere il gioco dagli altri. Il successo del gioco spinse Gremlin a creare un’etichetta dedicata ai giochi sportivi, Actua Sports, che pubblicò altri titoli come tennis, golf e hockey su ghiaccio, oltre a futuri giochi di calcio.
Nel 1996 uscì Actua Soccer: Club Edition, con le venti squadre della Premier League inglese della stagione 1996/97, mentre nel 1997 arrivò Actua Soccer 2, con miglioramenti tecnici e giocatori famosi come Alan Shearer e Michael Owen.